# Ichneumon resinanae
Ichneumon resinanae là một loài tò vò trong họ Ichneumonidae.